# Steindór Ingason
Steindór Ingason (* 5. April 1994) ist ein isländischer Eishockeyspieler, der seit 2016 beim UMFK Esja in der isländischen Eishockeyliga unter Vertrag steht.

## Karriere
Steindór Ingason begann seine Karriere als Eishockeyspieler bei Ísknattleiksfélagið Björninn, mit dem er 2012 Isländischer Meister wurde. 2013 wechselte er nach Nordamerika, wo er zunächst für Kamloops Storm und die Revelstoke Grizzlies in der Kootenay International Junior Hockey League auf dem Eis stand. Anschließend spielte er zwei Jahre bei den Almaguin Spartans in der Greater Montreal Hockey League. 2016 kehrte er nach Island zurück, wo er beim UMFK Esja in der isländischen Eishockeyliga unter Vertrag steht, mit dem er 2017 erneut isländischer Meister wurde.

### International
Steindór Ingason spielte bereits als Jugendlicher für Island. Er nahm an den U18-Weltmeisterschaften 2010 und 2012 in der Division II und 2011 in der Division III sowie den U20-Weltmeisterschaften der Division II 2011, 2013 und 2014 und in der Division III 2012, als er Topscorer unter den Abwehrspielern des Turniers war, teil.
Für die Herren-Nationalmannschaft spielte Steindór Ingason in der Division II bei den Weltmeisterschaften 2015 und 2017. Zudem vertrat er seine Farben bei der Olympiaqualifikation für die Winterspiele in Pyeongchang 2018.

## Erfolge und Auszeichnungen
- 2011 Aufstieg in die Division II bei der U18-Weltmeisterschaft der Division III, Gruppe B
- 2012 Aufstieg in die Division II bei der U20-Weltmeisterschaft der Division III
- 2012 Isländischer Meister mit Ísknattleiksfélagið Björninn
- 2017 Isländischer Meister mit dem UMFK Esja